# Băicoi
Băicoi es una ciudad con estatus de oraș de Rumania en el distrito de Prahova.

## Geografía
Se encuentra a una altitud de 285 m s. n. m. a 79 km de la capital, Bucarest.

## Demografía
Según estimación 2012 contaba con una población de 19 853 habitantes.
| 1948 | 1956  | 1966  | 1977   | 1992   | 2002   | 2012   |
| s/d  | 8 287 | 9 120 | 17 440 | 20 681 | 20 020 | 19 853 |